# 木村真人
木村 真人（きむら まひと　7月4日生まれ - ）は、共同テレビジョン（共テレ）所属のドラマディレクター、映画監督。映像制作団体INDIEZの全ての作品の監督・プロデュースを務める。茨城県出身。血液型はAB型。

## 作品

### テレビドラマ
- 絶対零度〜未然犯罪潜入捜査〜2020（2020年・フジテレビ）
- 知ってるワイフ（2021年・フジテレビ）
- 推しの王子様（2021年・フジテレビ）※メイン監督
- ゴシップ#彼女が知りたい本当の〇〇（2022年・フジテレビ）
- 純愛ディソナンス（2022年・フジテレビ）※メイン監督
- ウソ婚（2023年・カンテレ・フジ系列）
- アオハライド Season１・２（WOWOW）※メイン監督

　　Season１（2023年9月22日 - 11月10日）
　　Season２（2024年1月19日 - 2月23日）
- 院内警察（2024年・フジテレビ）※監督・タイトルバックディレクター

### Webドラマ
- タスクとリンコ[1][2]（2019年1月14日 - 21日・YouTube）
- 主人公[3][4][5]（2019年9月2日 - 10月7日・YouTube）
- 作家の夜（2019年12月30日 - 31日・YouTube）
- わたしとあなたの（2020年6月1日・YouTube）
- てのひらラブストーリー（2024年8月5日〜・YouTube、X、Instagram、TikTok）

### 映画
- 僕らは人生で一回だけ魔法が使える（2025年2月21日公開予定、ポニーキャニオン）

### MV
- 乃紫「A8番出口」（2024年4月10日）
- 透色ドロップ「Irregular」（2024年11月17日）